# Skeleton ai V Giochi olimpici invernali
Alle olimpiadi invernali del 1948 di Sankt Moritz (Svizzera), venne  assegnato un solo titolo olimpico nello skeleton, quello del singolo maschile. Le gare si disputarono sulla pista naturale del Cresta Run.

## Singolo maschile
| Pos.    | Atleta                    | Nazione       | Tempo manche | Tempo manche | Tempo manche | Tempo manche | Tempo manche | Tempo manche | Totale |
| Pos.    | Atleta                    | Nazione       | 1ª           | 2ª           | 3ª           | 4ª           | 5ª           | 6ª           | Totale |
| ------- | ------------------------- | ------------- | ------------ | ------------ | ------------ | ------------ | ------------ | ------------ | ------ |
| Oro     | Nino Bibbia               | Italia        | 48"0         | 47"6         | 47"6         | 59"5         | 1'00"2       | 1'00"3       | 5'23"2 |
| Argento | John Heaton               | Stati Uniti   | 48"1         | 47"4         | 47"7         | 1'00"0       | 1'00"2       | 1'01"2       | 5'24"6 |
| Bronzo  | John Crammond             | Gran Bretagna | 47"4         | 47"7         | 47"9         | 1'00"9       | 1'00"9       | 1'00"3       | 5'25"1 |
| 4       | William Martin            | Stati Uniti   | 47"8         | 49"2         | 48"2         | 1'00"7       | 1'01"6       | 1'00"5       | 5'28"0 |
| 5       | Gottfried Kägi            | Svizzera      | 48"9         | 48"8         | 48"7         | 1'00"8       | 1'01"6       | 1'01"1       | 5'29"9 |
| 6       | Richard Bott              | Gran Bretagna | 48"3         | 48"9         | 49"2         | 1'01"5       | 1'01"4       | 1'01"4       | 5'30"7 |
| 7       | James Coates              | Gran Bretagna | 48"8         | 48"7         | 49"0         | 1'02"3       | 1'01"7       | 1'01"4       | 5'31"9 |
| 8       | Fairchilds MacCarthy      | Stati Uniti   | 48"8         | 48"3         | 49"4         | 1'03"6       | 1'02"7       | 1'02"7       | 5'35"5 |
| 9       | Thomas Clarke             | Gran Bretagna | 49"7         | 49"9         | 49"3         | 1'03"5       | 1'03"8       | 1'02"8       | 5'39"0 |
| -       | Milo Bigler               | Svizzera      | 48"4         | 48"4         | 48"7         | 2'00"2       | 1'02"1       | DNF          |        |
| -       | Dialma Baselgia           | Svizzera      | 49"2         | 49"0         | 48"6         | DNF          |              |              |        |
| -       | William Johnson           | Stati Uniti   | 47"7         | 48"4         | 48"0         | DNF          |              |              |        |
| -       | William Gayraud-Hirigoyen | Francia       | 52"7         | 49"9         | 51"0         | DNS          |              |              |        |
| -       | Christian Fischbacher     | Svizzera      | DNF          |              |              |              |              |              |        |
| -       | Hugo Kuranda              | Austria       | DNF          |              |              |              |              |              |        |

## Medagliere
| Posizione | Paese         |   |   |   | Totale |
| --------- | ------------- | - | - | - | ------ |
| 1         | Italia        | 1 | 0 | 0 | 1      |
| 2         | Stati Uniti   | 0 | 1 | 0 | 1      |
| 3         | Gran Bretagna | 0 | 0 | 1 | 1      |
| Totale    | Totale        | 1 | 1 | 1 | 3      |